# Enchiridion Biblicum
L'Enchiridion Biblicum ("manuale della Bibbia" in latino, abbreviazione EB), sottotitolo "Documenti della Chiesa sulla Sacra Scrittura", è una raccolta di documenti del magistero della Chiesa cattolica circa la Bibbia. Viene presentato il testo originale latino e la traduzione italiana a fronte.
La prima edizione risale al 1993 per i tipi delle EDB. Curatori sono Alfio Filippi ed Erminio Lora.